# Alaadin Ahmed Katoul Gibril
Alaadin Ahmed Katoul Gibril (7 dicembre 1978) è un ex calciatore sudanese, di ruolo centrocampista.

## Carriera

### Club
Ha sempre giocato nel campionato sudanese.

### Nazionale
Con la Nazionale ha partecipato alla Coppa d'Africa 2008.